# Central de Autobuses de Segunda Clase de Oaxaca
La Central de Autobuses de Segunda Clase de Oaxaca, más conocida como Central de Antequera, es una de las terminales más importante donde están las líneas principales importantes de la región que ofrecen servicios de tipo económico directo e intermedio Autobuses FYPSA y Transporte Regional.

## Ubicación
Se encuentra Ubicado en la Calle.Juárez Maza S/N a un lado de la Central de Abasto entre Constituyentes y Avenida Ferrocarril.

## Especificaciones de la Terminal
- Número de andenes: 25
- Espacios de aparcamiento de autobuses:36
- Superficie total de la terminal:
- Servicio de Estacionamiento:
- Número de taquillas: 10
- Número de locales comerciales:
- Salas de espera: 2

## Destinos
| Línea de Autobuses                                           | Destinos |
| ------------------------------------------------------------ | --- |
| Autobuses Fletes y Pasajes FYPSA                             | Acayucan, Arriaga, Asunción Nochixtlan, Cintalapa, Chahuites, Chicahuaxtla, Escuintla, Huajuapan de León, Huixtla, Juchitán de Zaragoza, Juquila Mixes, Mapastepec, Matías Romero, Mesones, Minatitlán, Mitla Ciudad de México, Pijijiapan, Pinotepa Nacional, Puebla CAPU, Putla, Salina Cruz, Santiago Niltepec, Tapachula, Tapanatepec, Tehuantepec, Tlaxiaco, Tonalá, Tuxtla Gutiérrez, Zacatepec, Zanatepec. |
| Autotransportes Oaxaca Pacífico/Autobuses Estrella del Valle | Huatulco, Huaxolotitlán, Jamiltepec, Loxicha, Pinotepa Nacional, Pluma Hidalgo, Pochutla, Puerto Ángel, Puerto Escondido, Río Grande, San José del Progreso, Santa María de Huatulco, Santa Rosa. |
| Autobuses Estrella Roja del Sureste                          | Chila, El Charquito, El Vidrio, Huaxolotitlán, Huaxpaltepec, Jamiltepec, Juachatengo, Manialtepec, Nopala, Ojo de Auga, Pinotepa Nacional, Pueblo Nuevo, Puerto Escondido, Río Grande, San Garbriel Mixtepec, San Pedro Mixtepec, Santa Rosa. |
| Autotransportes de Pasajeros Benito Juárez                   | Benito Juárez, Comaltepec, Cuajimoloyas, Ixtepeji, La Lopa, La Xopa, San Juan Yaee, Tuxtepec, Valle Nacional, Zoogochi, Zoogocho. |
| Autobuses Flecha de Zempoaltépetl                            | Camotlán, Cuajimoloyas, Ixtlán Cajonos, Villa Alta, Villa Hidalgo, Tabaa. |
| Autotransportes Choferes del Sur                             | Etla, San Felipe del Agua (Norte). |
| Autotransportes Sociedad Cooperativa Valle del Norte         | Teotitlán (Oeste), Tlacolula. |

## Transporte Público de pasajeros
- Servicios de Taxi